# Acrozalmoxis
Acrozalmoxis is een geslacht van hooiwagens uit de familie Zalmoxioidae.
De wetenschappelijke naam Acrozalmoxis is voor het eerst geldig gepubliceerd door Roewer in 1915. 

## Soorten
Acrozalmoxis is monotypisch en omvat slechts de volgende soort:
- Acrozalmoxis neoguniensis